# Font del Trinxeraire
La Font del Trinxeraire és una font noucentista de Sabadell (Vallès Occidental) inclosa a l'Inventari del Patrimoni Arquitectònic de Catalunya.

## Descripció
Font feta amb base i pica de pedra, sobre la qual hi ha l'escultura d'un noi de ferro colat.

## Història
Aquesta és una de les poques fonts que queden a la ciutat de les seixanta que hi havia l'any 1927.